# Generation Swine
Generation Swine är ett musikalbum från 1997 av Mötley Crüe.
Det är Mötley Crües sjunde studioalbum, och var deras första återföreningsförsök. På denna skiva var Vince Neil tillbaka som sångare i Mötley Crüe.

## Låtförteckning
1. Find Myself
2. Afraid
3. Flush
4. Generation Swine
5. Confessions
6. Beauty
7. Glitter
8. Anybody Out There?
9. Let Us Prey
10. Rocketship
11. A Rat Like Me
12. Shout At The Devil '97
13. Brandon
14. Afraid (Swine Mix Jimbo Mix)
15. Wreck Me (Unreleased Track)
16. Rocketship (Early Demo)
17. Kiss The Sky (Unreleased Track)
18. Confessions (Demo)
19. Afraid (Video)